# Bronson Pinchot
Bronson Alcott Pinchot (ur. 20 maja 1959 w Nowym Jorku) – amerykański aktor filmowy, teatralny, telewizyjny i głosowy.

## Życiorys
Urodził się w Nowym Jorku. Jego matka, Rosina (z domu Asta), była Amerykanką pochodzenia włoskiego i maszynistką, a jego ojciec Henry (pierwotnie Poncharavsky) był pochodzenia rosyjskiego i introligatorem, który urodził się w Nowym Jorku i wychował w Paryżu. Ma troje rodzeństwa, siostrę i dwóch braci. Wychował się w Pasadenie w Kalifornii, gdzie w 1977 ukończył South Pasadena High School. W 1981 studiował na Uniwersytecie Yale – najpierw malarstwo, później zainteresował się aktorstwem. W grudniu 2002 został wolnomularzem.
W połowie lat osiemdziesiątych, po ukończeniu studiów, rozpoczął pracę w teatrze. Wkrótce stał się znany przede wszystkim z filmów Ryzykowny interes (1983), Gliniarz z Beverly Hills (1984), Prawdziwy romans (1993), Szalona odwaga (1996) i Moje przyjęcie (1996), a także jako negatywna postać Craig Toomey w miniserialu Langoliery (The Langoliers, 1995) w reżyserii Toma Hollanda.

## Filmografia

### filmy fabularne
- 1983: Ryzykowny interes jako Barry
- 1984: Gliniarz z Beverly Hills jako Serge
- 1985: Po godzinach jako Lloyd
- 1989: Agencja „Trzecie Oko” jako Bobby
- 1993: Prawdziwy romans jako Elliot Blitzer
- 1994: Gliniarz z Beverly Hills III jako Serge
- 1996: Moje przyjęcie jako Monty Tipton
- 1996: Szalona odwaga jako Bruno
- 1996: Zmowa pierwszych żon jako Duarto Feliz
- 1998: Magiczny miecz – Legenda Camelotu jako Gryf (głos)
- 2008: Dzielny Despero jako Town Crier (głos)
- 2010: Sielska kraina 2: Dar aniołów jako Joseph

### seriale telewizyjne
- 1985: Amazing Stories (TV) jako reżyser
- 1986–93: Larry i Balki jako Balki Bartokomous / Mama
- 1994/95: Nowe przygody Supermana jako Kyle Griffin / The Prankster
- 1995: Langoliery jako Craig Toomey
- 1995: Głupi i głupszy jako Dymbster (głos)
- 1996: Duckman jako dr Henri Ducharme (głos)
- 1996: Trzecia planeta od Słońca jako Roy Albright
- 1996: Opowieści z księgi cnót jako mężczyzna / pies (głos)
- 1996: Słodkie zmartwienia jako pan Pomormo / Ka-feen
- 1996-97: Prawdziwe potwory jako Duchump / Dunlap (głos)
- 1997: Meego jako Meego
- 1997: Bobry w akcji jako Truman / Brat (głos)
- 1997: Jam Łasica jako Oscar / strażnik / stara szafa (głos)
- 1997: Krok za krokiem jako Jean-Luc Rieupeyroux / Black Bart
- 1998: Hej Arnold! jako Ronnie Matthews / reżyser / szofer (głos)
- 1999: Dzika rodzinka jako Franz Fensterkopf (głos)
- 2000: Buzz Astral z Gwiezdnej Bazy jako Shakey / Science (głos)
- 2005: Prawo i porządek: Zbrodniczy zamiar jako Greg Ross
- 2007: Sześć stopni oddalenia jako Thomas Johnson
- 2007: Prawo i porządek: sekcja specjalna jako Henry Carlisle
- 2008: Żar młodości jako Patrick Dalton
- 2010: Hawaii Five-0 jako Bastille
- 2011: The Problem Solverz jako AI (głos)
- 2011: Taniec rządzi jako Kashlack Hessenheffer
- 2014: Agenci NCIS jako George Burton
- 2015: Tajemnice Laury jako szef kuchni J.T. Thompson
- 2015: Ray Donovan jako Flip Brightman
- 2018: Chilling Adventures of Sabrina jako George Hawthorne